# 1914 au théâtre
| Années du théâtre : 1911 - 1912 - 1913 - 1914 - 1915 - 1916 - 1917    |
| Décennies du théâtre : 1880 - 1890 - 1900 - 1910 - 1920 - 1930 - 1940 |

Cet article présente les faits marquants de l'année 1914 au théâtre.

## Événements
- Fin de la construction de la Volksbühne Berlin.

## Pièces de théâtre représentées
- 15 janvier : La Pèlerine écossaise de Sacha Guitry, Théâtre des Bouffes-Parisiens.
- 22 janvier : L’échange de Paul Claudel.
- 7 février : La revue de l’amour de Charles Quintel et H. Moreau, avec Raimu et Musidora.
- 18 février : Je ne trompe pas mon mari, de Feydeau et Reter.
- 30 mars : Deux Couverts de Sacha Guitry, Comédie-Française.
- 11 avril : Pygmalion de George Bernard Shaw.

## Naissances
- 19 février : Jacques Dufilho.
- 24 mai : George Tabori.
- 14 juin : Gisèle Casadesus.
- 31 juillet : Louis de Funès.
- 25 novembre : Jacques Debary.
- 5 décembre : Odette Joyeux.